# Cueta divisa
Cueta divisa is een insect uit de familie van de mierenleeuwen (Myrmeleontidae), die tot de orde netvleugeligen (Neuroptera) behoort. 
Cueta divisa is voor het eerst wetenschappelijk beschreven door Navás in 1912.